# Mount St. Helens
Der Mount St. Helens [ˌmaʊnt sənt ˈhɛlənz] ist ein aktiver Vulkan im Skamania County im Süden des US-Bundesstaates Washington mit einer Höhe von 2539 m. Er gehört zur Kaskadenkette, einem vulkanischen Gebirgszug, der sich entlang der Westküste Nordamerikas erstreckt und einen Teil des pazifischen Feuerrings darstellt. Der Mount St. Helens weist wie alle Vulkane des pazifischen Feuerrings eine besonders große Explosionsenergie auf. Man rechnet seine Ausbrüche zu den plinianischen Eruptionen.
Der Ausbruch des Mount St. Helens vom 18. Mai 1980 ist der bis heute am besten beobachtete und untersuchte plinianische Ausbruch. Seit 1982 sind der Vulkan und sein durch den Ausbruch verwüstetes und sich langsam regenerierendes Umfeld als Naturschutzgebiet vom Typ eines National Monuments ausgewiesen. Das Gebiet wird vom United States Forest Service verwaltet.

## Geographie
Der Mount St. Helens liegt im pazifischen Nordwesten der Vereinigten Staaten etwa 50 km westlich des Mount Adams, 80 km südsüdwestlich des Mount Rainier und rund 100 km nordnordwestlich des Mount Hood, den markantesten Vulkanen des nördlichen, in den Bundesstaaten Washington und Oregon gelegenen Teils der Kaskadenkette. Die Entfernung nach Seattle beträgt etwa 160 km Luftlinie. Portland in Oregon ist rund 80 km Luftlinie entfernt.
Sein heute 2539 m hoher Gipfel ragt etwa 1100 m über die umliegenden Bergrücken auf. Der Vulkankegel hat einen Durchmesser von knapp unter 10 km. Der Mount St. Helens liegt vollständig im Einzugsgebiet des Columbia Rivers. Am Berg entspringende Bäche fließen nach Norden in den Cowlitz River, nach Westen über den Toutle River in den Cowlitz, nach Südwesten in den Kalama River und nach Südosten über den Muddy River in den Lewis River oder direkt in diesen ab. Die Niederschlagsmengen betragen im langjährigen Mittel 464 cm (183 in).

## Geologie und Eruptionsgeschichte

Plattentektonik im Nordwesten der USA

Die Kaskadenkette verdankt ihre vulkanische Aktivität der Plattentektonik. Vor der Küste stößt die Juan-de-Fuca-Platte auf die Nordamerikanische Platte und taucht unter ihr ab (Subduktion). Das bei hohem Druck aus der Platte freigesetzte Wasser erniedrigt die Schmelztemperatur im darüberliegenden Erdmantel, der teilweise aufschmilzt. Das hierbei gebildete Magma steigt durch entstehende Risse in der Erdkruste auf.
Mount St. Helens ist ungewöhnlich in der Kaskadenkette, indem er am weitesten westlich liegt und damit die abgetauchte Juan-de-Fuca-Platte unter ihm noch wesentlich weniger tief und damit weniger der Hitze ausgesetzt ist. Das spricht gegen ein Magma-Reservoir direkt unter dem Berg. Seismische Untersuchungen seit 2014 zeigen, dass das Magma des Vulkans wahrscheinlich aus einem gemeinsamen Reservoir mit Mount Adams stammt, das weiter östlich unter diesem Vulkan liegt. Als Ursache für die Abzweigung eines Magmastroms nach Westen gilt ein Batholith, der nach dem Spirit Lake benannt wurde. Er leitet einen Teil der aufsteigenden Schmelze nach Westen unter den Mount St. Helens.
Die Eruptionsgeschichte des Schlotes des Mount St. Helens beginnt mit den ersten nachweisbaren Aschenablagerungen, die sich auf ein Alter von über 40.000 Jahren datieren lassen. Insgesamt konnten neun große Eruptionsphasen mit einer Dauer von zwischen 5000 und weniger als 100 Jahren getrennt durch schlafende Perioden von zwischen 15.000 und rund 200 Jahren nachgewiesen werden. Diese Zeiträume basieren auf geologischen Forschungen am Berg in den 1960er und verstärkt in den 1980er Jahren und auf den Methoden der Geochronologie. Aufgrund des geringen Alters des Berges konnten am Mount St. Helens neben Untersuchungen des Gesteins Pflanzenreste in oder unter den jeweiligen Lava- und Ascheschichten mittels C-14 Datierungen für die ältesten Phasen sowie vereinzelt dendrochronologisch für die jüngere Geschichte datiert werden.
In der letzten Eiszeit (in den Vereinigten Staaten Wisconsin glaciation genannt) bis vor etwa 11.000 Jahren wurde der damalige Vulkankegel durch Gletscher weitgehend nivelliert. Der heute aufragende Kegel ist nicht älter als 2200 Jahre. Er wurde wesentlich geprägt durch eine Eruption im Jahr 1480, die ungefähr fünfmal stärker war als der Ausbruch von 1980. Mount St. Helens ist damit der jüngste unter den großen Vulkanen der Kaskadenkette und zugleich der aktivste der jüngsten geologischen Periode (Holozän).
Als Schichtvulkan (auch Stratovulkan) ist der Mount St. Helens aus einzelnen Gesteinsschichten zusammengesetzt. Sie wurden bei jedem Ausbruch auf den bestehenden Berg abgelagert und bestehen in der Kaskadenkette aus Andesit und Basalt. Die überwiegend regelmäßigen Schichten sind mit Lavadomen durchsetzt, die als langsam an der jeweiligen Oberfläche ausquellende Lava entstanden und aus Dazit bestehen. Vor 1980 bestand der gesamte Gipfelbereich aus dem größten dieser Dazit-Dome.
Wegen seines geringen Alters hatten Verwitterung und Erosion nur wenig Zeit, um den Berg anzugreifen: Vor dem Ausbruch 1980 war Mount St. Helens der ebenmäßigste Vulkan Nordamerikas und wurde mit dem japanischen Fujisan verglichen. Mit damals 2950 m war er der fünfthöchste Berg Washingtons und ist dies auch nach dem Verlust von 411 m weiterhin.

## Geschichte

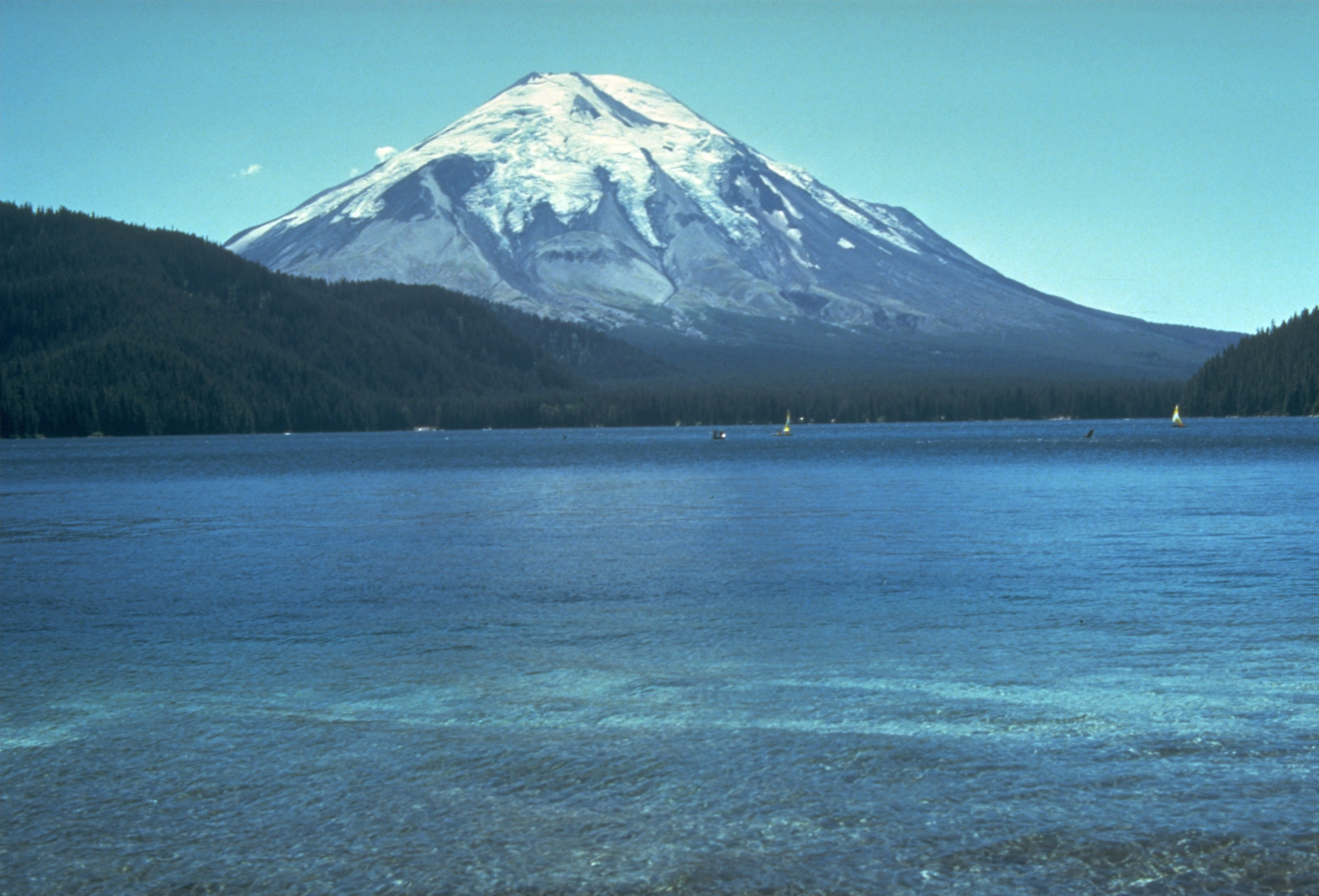
Mount St. Helens vor 1980, Blick über den Spirit Lake

Der Mount St. Helens liegt im Bereich der indianischen Nordwestküstenkultur. Die ältesten Spuren menschlicher Besiedelung sind Feuerstellen, die auf das 5. Jahrtausend v. Chr. datiert werden. In historischer Zeit war das unmittelbare Umfeld des Berges von den Klickitat bewohnt, die weitere Umgebung von den Binnen-Salish. Beide Völker teilten einen Mythos über den Berg, den sie Loo-Wit Lat-kla oder Louwala-Clough (Feuerberg oder rauchender Berg) nannten, und die anderen Vulkane der Umgebung. Wegen seiner ebenmäßigen Form (vor dem Ausbruch 1980) identifizierten sie Mount St. Helens mit dem schönen weiblichen Geist Loo-Wit oder La-wa-la, um den sich die beiden Söhne des „Großen Geistes“, Wy’east (Mount Hood) und Pahto (Mount Adams) stritten. Die beiden eifersüchtigen Männer (Vulkane) warfen mit Steinen und flüssigem Feuer und zerstörten dabei nicht nur Dörfer, sondern auch die Brücke der Götter, eine Felsbrücke über den Columbia River mit besonderer Bedeutung in den Mythen der Indianer, und isolierten so die Region nördlich des Flusses. Der „Große Geist“ konnte erst Ruhe schaffen, als er alle drei in Berge verwandelte.
Als erste Europäer sahen die Teilnehmer der Expedition George Vancouvers am 19. Mai 1792 Mount St. Helens, als sie den Puget Sound erkundeten. Einen Namen gab Vancouver dem Vulkan erst am 20. Oktober 1792 vor der Küste, nahe der Mündung des Columbia Rivers. Er benannte den Berg nach dem britischen Diplomaten Alleyne Fitzherbert, 1. Baron St. Helens. Im Jahr 1800 gab es einen kleineren Ausbruch, der von den Nespelem-Indianern der Region später berichtet wurde. Die Lewis-und-Clark-Expedition sah Mount St. Helens 1805 und 1806 von Weitem, kam aber nicht in seine Nähe. Sie notierten keine Anzeichen kürzlicher vulkanischer Aktivität. 1831 und 1835 berichtet Meredith Gairdner, ein schottischer Arzt im Dienste der Hudson’s Bay Company in Fort Vancouver, über je einen Ausbruch und Lavaströme. Wahrscheinlicher ist, dass er Schlamm- und Schuttströme, vielleicht einen kleinen pyroklastischen Strom gesehen hat.

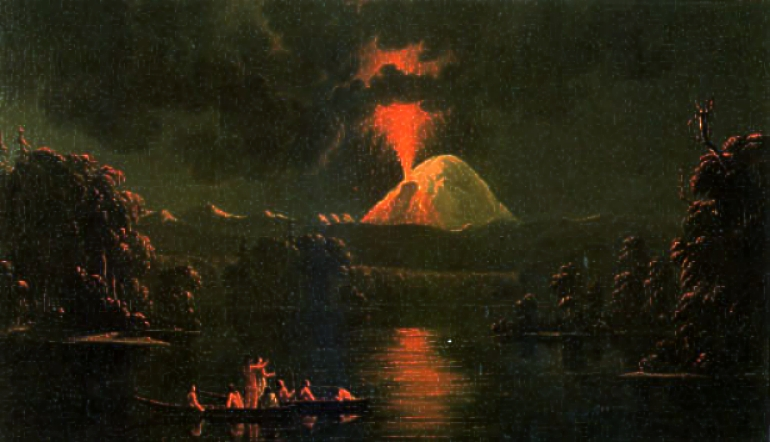
Mount St. Helens gemalt von Paul Kane 1847

Aus dem Jahr 1842 liegt ein detaillierter Bericht eines Pfarrers vor, der einen größeren Ausbruch von Champoeg, Oregon aus beobachtet hat. Vulkanische Asche fiel damals bis nach The Dalles, etwa 80 km südöstlich des Vulkans. Proben der Asche wurden im folgenden Jahr John Charles Frémont auf seiner Vermessungsexpedition am Columbia River übergeben. 1847 malte Paul Kane den Berg mit Rauchwolken, die aus einem Flankenvulkan etwa auf halber Höhe des Kegels austreten. Weitere kleinere Ausbrüche wurden aus den Jahren 1898, 1903 und 1921 gemeldet; da sie keine vulkanologischen Spuren hinterlassen haben, können sie nur geringe Intensität gehabt haben.
Die Erstbesteigung des Mount St. Helens fand am 26. August 1853 statt. Eine Bergsteiger-Gruppe unter Leitung eines Zeitungsverlegers aus Portland, Oregon, erreichte den Gipfel von Süden nach dreitägigem Anstieg. Ihr Bericht in The Oregonian ist der erste Nachweis eines Kraters am Gipfel des Berges.

## Ausbruch am 18. Mai 1980

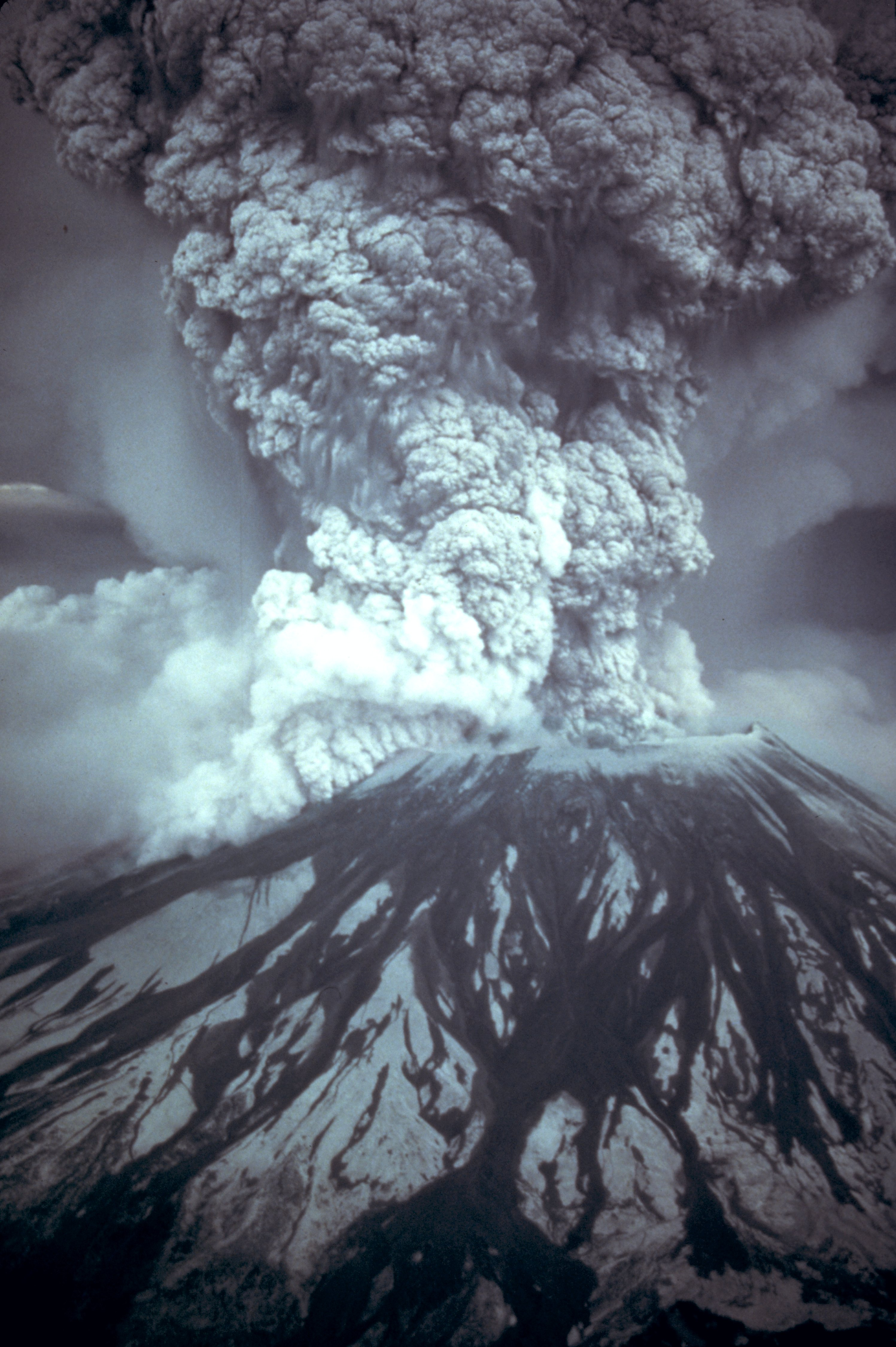
Mount St. Helens: Ausbruch am 18. Mai 1980 um 08:32 Uhr Pazifischer Standardzeit

Seit 1857 galt der Mount St. Helens als ruhender Vulkan, brach aber nach einer Serie von Erdbeben ab dem 20. März am 18. Mai 1980 wieder aus. Dabei rutschte der gesamte nördliche Berggipfel hangabwärts. Der Gipfel des Mount St. Helens lag vor dem Ausbruch auf 2950 m. Heute beträgt die Gipfelhöhe des Berges 2539 m. Ein Gebiet von etwa 500 Quadratkilometern war direkt betroffen. 57 Menschen kamen beim Ausbruch ums Leben, darunter der Vulkanologe David A. Johnston, der sich auf einem Beobachtungsposten 10 km entfernt aufhielt und die Gase einer Fumarole maß. Etwa 3 km³ Gestein wurden bei diesem Ausbruch bewegt.
Asche und Gaswolken wurden bis in eine Höhe von 18 km, also über die Troposphäre hinaus in die Stratosphäre geschleudert. Der Aschenauswurf dauerte neun Stunden und konnte drei Tage später im Osten der USA registriert werden. Ein Teil der Asche gelangte in den Jetstream und umrundete so die Erde in zwei Wochen.
Pyroklastische Ströme, in denen eine Temperatur von über 640 °C herrschte, rasten mit einer Geschwindigkeit von 400 km/h bergab und vernichteten die gesamte Fauna und Flora des Gebiets. Zwei Wochen nach dem Ausbruch der pyroklastischen Ströme herrschte in den Schichtdecken noch eine Temperatur von mehr als 400 °C.
Nicht weniger gefährlich war ein Lahar, der durch Vermischung der pyroklastischen Ströme mit dem Eis und Schnee der oberen Bergflanke und mit einer Geschwindigkeit von 120 km/h für weitere Verwüstung sorgte, so dass die üblichen Hochwasserstände binnen kürzester Zeit um bis zu 9 m überschritten wurden.

## Aktivitäten nach 1980

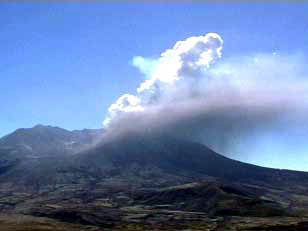
Mount St. Helens: Ausbruch am 1. Oktober 2004

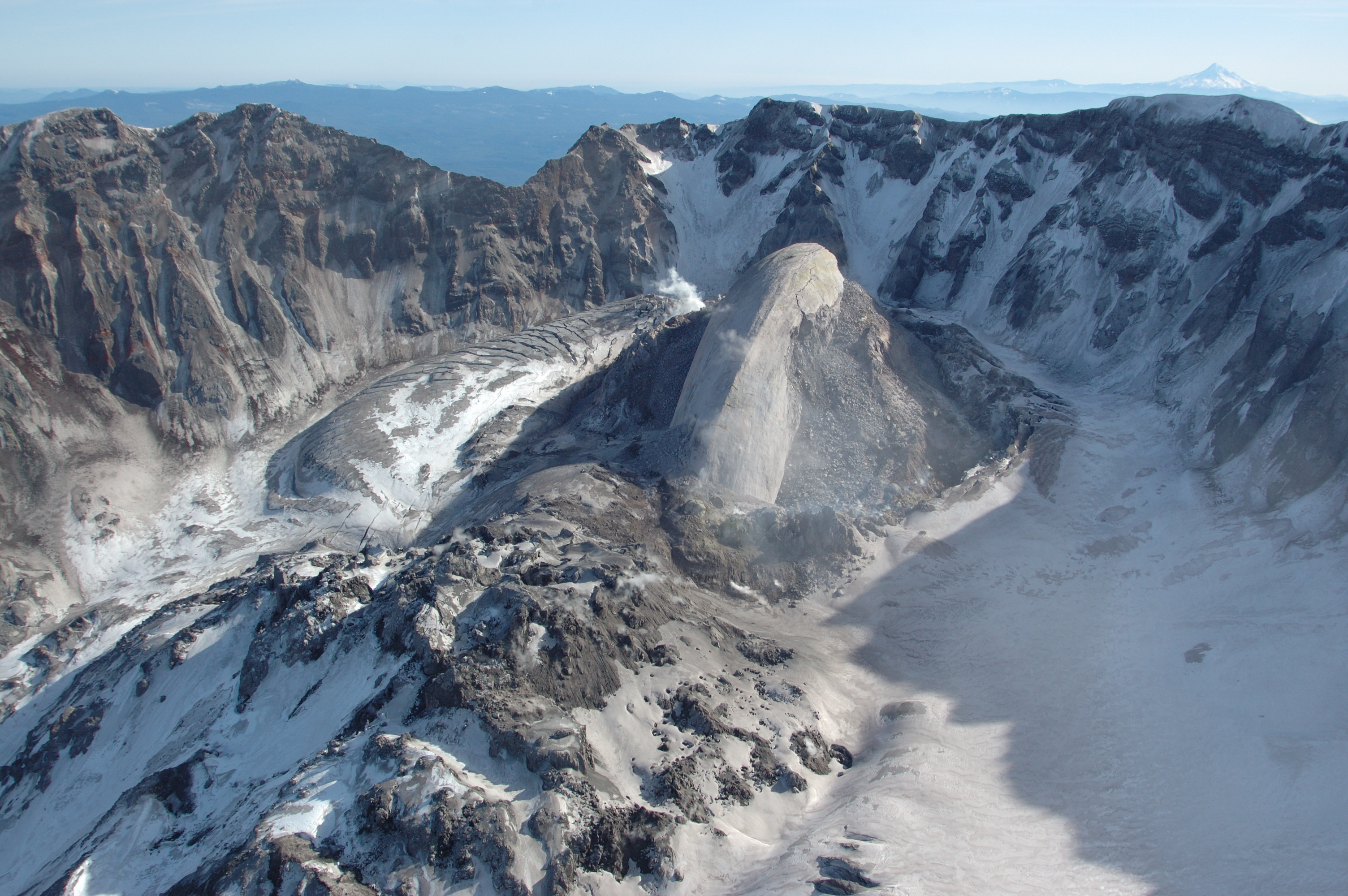
Der neue Dom im Krater des Mount St. Helens. Foto vom Februar 2005

Zwischen 1980 und 1986 dauerte die vulkanische Aktivität am St. Helens an. Dabei bildete sich ein neuer Lavadom aus Dazit im 1980 aufgesprengten Krater. Zahlreiche kleinere Explosionen fanden in dieser Zeit statt. Zwischen 1989 und 1991 gab es mehrere kleinere seismische Aktivitäten, manchmal verbunden mit kleineren Explosionen am Dom selbst. Später in den Jahren 1995, 1998 und 2001 wurden Schwärme von Erdbeben registriert, aber es fanden keine Explosionen statt.
Ende September 2004 erhöhte sich die Aktivität des Vulkans wieder. Die Phase begann mit rund 200 kleinen Erdbeben am selben Tag, von denen keines den Wert 1 auf der Richterskala erreichte. Ihr Zentrum lag direkt unter dem Krater und dem Lavadom. Der geologische Dienst der Vereinigten Staaten U.S. Geological Survey (USGS) veröffentlichte am 26. September eine Warnung, woraufhin der U.S. Forest Service den Berg für Wanderer und Bergsteiger sperrte, die Straße im Schutzgebiet und die Besucherzentren blieben zunächst offen. In den letzten Tagen des September steigerte sich die Intensität und Häufigkeit der Erdbeben.
Am 1. Oktober 2004 ereignete sich ein kleiner Ausbruch. Die Eruption begann mit einer Wolke aus Dampf und Asche, ausgehend von einem Gletschergebiet im Krater südwestlich des Lavadomes. Diese Wolke driftete in Richtung Südwesten. Im rund 60 km entfernten Vancouver, Washington und Wood Village, Oregon wurden Straßen, Dächer und Autos mit einer Schicht aus feiner, schwarzer Asche überzogen. Der USGS befürchtete, dass ein größerer Ausbruch bevorstehen würde. Am 2. Oktober wurde von Messgeräten im Berg aufsteigendes Magma registriert, die Alarmstufe wurde auf den höchsten Wert drei erhöht und eine Warnung vor einem größeren Ausbruch innerhalb der nächsten 24 Stunden herausgegeben. Das ganze Schutzgebiet wurde evakuiert.
In der Nacht vom 3. auf den 4. Oktober wurden weiterhin niederfrequente Beben erfasst, was darauf hindeutete, dass sich Magma unterhalb der Bergspitze bewegte. Eine weitere Dampferuption fand am Morgen (Ortszeit) des 4. Oktober statt. Die seismischen Aktivitäten dauerten an und erreichten die Stufe drei auf der Richterskala. Nachdem der Vulkan wiederholt Dampf und Asche ausgeworfen hatte, setzte der USGS am 6. Oktober den Alarmstatus wieder von drei auf zwei zurück und erklärte, dass das vorhandene Magma mittlerweile eine nur noch geringe Explosionskraft habe. Am 11. Oktober erreichte Magma die Krateroberfläche und ein neuer Lavadom an der Südseite des alten Domes entstand.
Im März 2005 fand eine erneute Eruption von Rauch und Asche statt. Die Rauchsäule war etwa 11 km hoch und war noch in Seattle zu sehen. Am 9. März ging vulkanische Asche im rund 100 km östlich des Berges gelegenen Yakima, Washington nieder. In den folgenden Jahren nahm die Aktivität des Vulkans wieder ab, es kam noch zu kleinen, oberflächennahen Erdbeben und gelegentlichen Dampfwolken. Nur der Lavadom im Krater wuchs bis Januar 2008 durch langsam ausquellende Lava. Im Juli 2008 stufte der USGS den Mount St. Helens auf ruhend und Warnstufe Null zurück.
Die abnehmende Aktivität des Vulkans führte dazu, dass im Krater seit 1986 entgegen dem weltweiten Trend ein neuer Gletscher entstand. Er wurde bei den kleinen Ausbrüchen 2004/05 nur deformiert, nicht vollständig abgeschmolzen und wächst seither wieder.

## Regeneration von Flora und Fauna

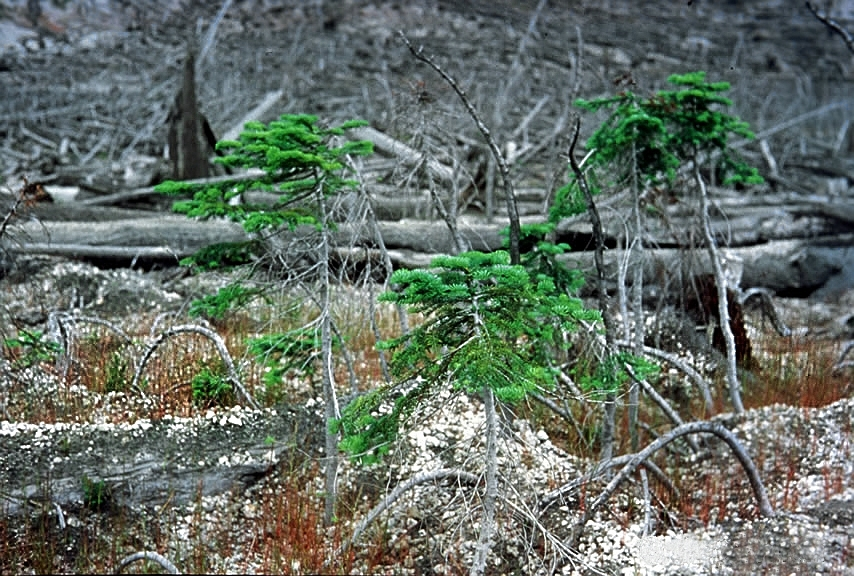
Junge Purpur-Tannen überstanden den Ausbruch geschützt durch Schneefelder

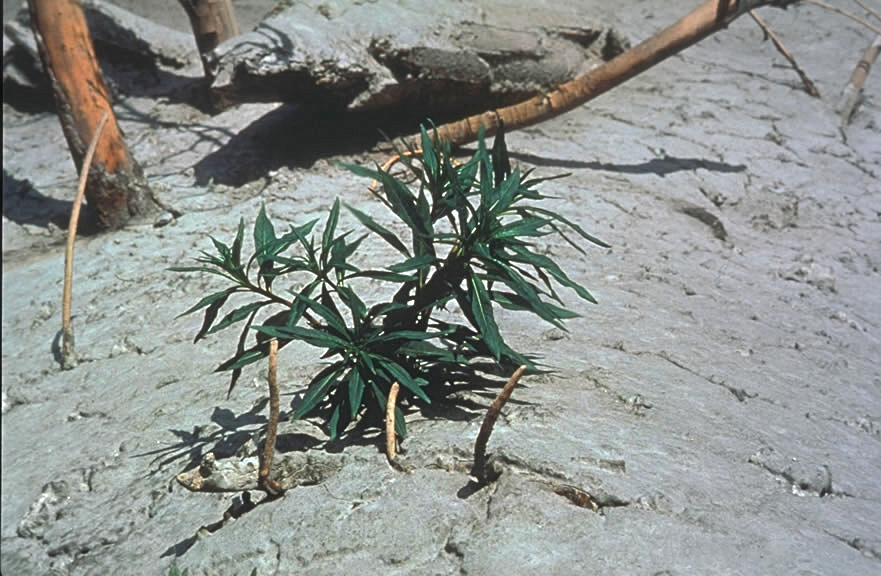
Weidenröschen durchbrechen die Ascheschichten wenige Wochen nach dem Ausbruch

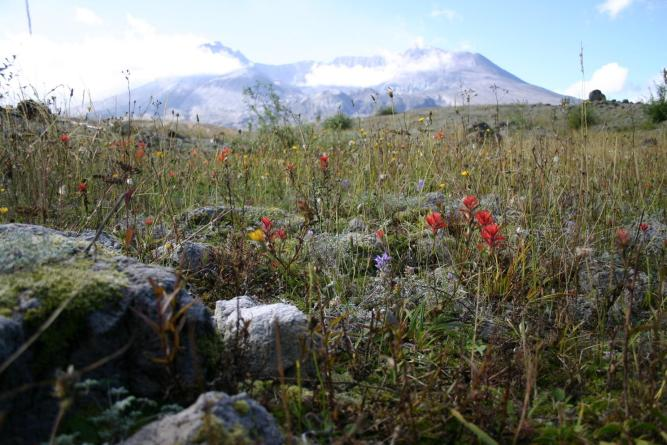
Wildblumen auf der großen Ascheebene im Jahr 2004

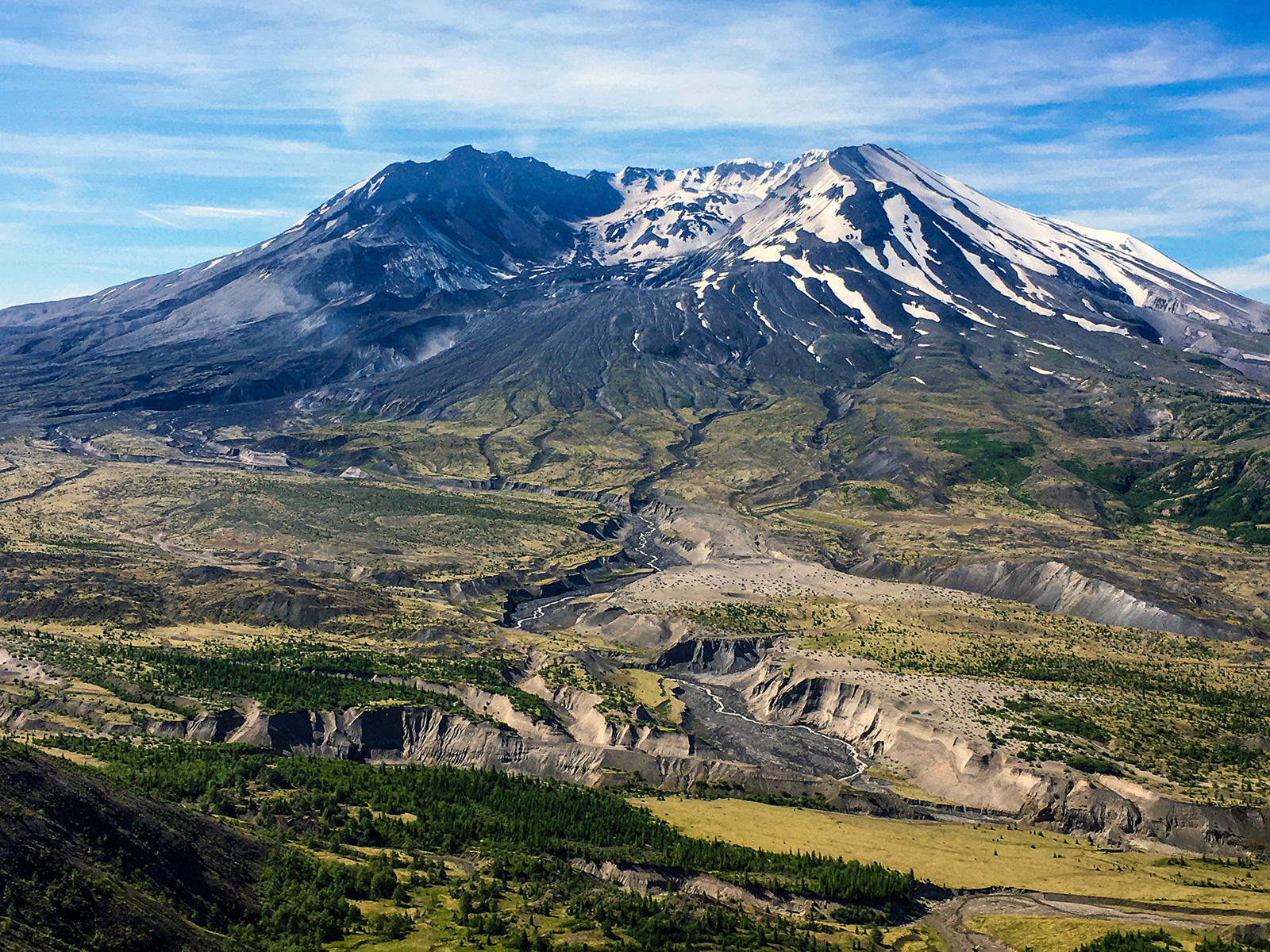
Die Hochlagen werden erst langsam von Vegetation besiedelt (Sommer 2020)

Am Mount St. Helens erforschen der U.S. Forest Service und der U.S. Geological Survey in verschiedenen Projekten die Wiederbesiedlung der durch den Vulkan verwüsteten Landschaft. Selbst in den direkt von Asche und Druckwelle getroffenen Gebieten konnten unter den noch vereinzelt vorhandenen Schneefeldern Pflanzen und Tiere überleben. Dazu gehörten niedrige Nadelbäume ebenso wie Taschenratten, Ameisen und aquatische Amphibien. Die sofort einsetzende Erosion durch Regen spülte die Ascheschichten an exponierten Stellen fort, so dass Samen keimen und durch die verbliebene Asche brechen konnten. Insbesondere Lupinen und das Schmalblättrige Weidenröschen gehörten zu den Pionierarten, die sich schon im ersten Sommer nach dem Ausbruch stark verbreiteten. Wo Hangquellen aus dem Geröll austraten, bildeten sich auch bereits im Sommer 1980 Weidengebüsche.
Spinnentiere und aasfressende Laufkäfer waren die ersten Tiere, die von außen in die lebensfeindlichen Geröllfelder einwanderten. Sie wurden vom Wind eingetragen und lebten von den Körpern der ebenfalls durch den Wind eingewehten Insekten, die noch keine Überlebensgrundlage fanden. Im ersten Sommer brachte der Wind durchschnittlich 6 Milligramm Trockenmasse an Insekten pro Quadratmeter und Tag, angesichts der Größe des Gebietes waren das schon im ersten Jahr mehrere Tonnen Biomasse, die von den Destruenten umgesetzt wurden. Wapitihirsche nutzten die offenen Landschaften von den ersten Wochen an als Route für Wanderungen und ernährten sich dabei von den aufkommenden Weiden und Rot-Erlen.
Die großen und kleinen Seen des Gebietes waren durch den direkten Eintrag von Aschen stark versauert, regenerierten sich aber schon nach den ersten beiden Wintern. Hangrutsche warfen mehrere Millionen tote Bäume und weitere Biomasse in den Spirit Lake, den Coldwater Lake und andere Seen. Der Abbau der organischen Substanz bewirkte eine massive Eutrophierung, was starken Algenwuchs und eine vollständige Zehrung des im Wasser gelösten Sauerstoffs zur Folge hatte. Im Spätsommer 1980 waren fast alle Stillgewässer am Mount St. Helens umgekippt. Entgegen der Erwartung, dass es Jahrzehnte dauern würde, bis sich der Nährstoffkreislauf wieder stabilisieren würde, reichten bereits die Niederschläge und Temperaturzyklen zweier Winter, um die Sauerstoffversorgung der Seen in Gang zu bringen und die überschüssigen Nährstoffe auszuspülen. Auch 45 Jahre nach dem Ausbruch schwimmen auf den beiden großen Seen noch hunderttausende Baumstämme. Ihr Abbau verläuft aber stark verzögert, und die Gewässer verkraften die freigesetzten Nährstoffe.
Einige wenige Seen waren im Mai 1980 noch von Eis und Schnee bedeckt. In ihnen überlebte die aquatische Fauna vollständig. Fische, Amphibien, wasserbewohnende Insekten und andere Tiere begannen schon im Sommer, die unterhalb neu entstehenden Wasserläufe zu besiedeln. Am Meta Lake, rund 13,5 km vom Krater entfernt und vor der Druckwelle nur durch eine Eisschicht geschützt, fanden sich bereits 1985 wieder Biber ein. Ihre Dämme schufen Flachwasserbereiche, welche die Lebensbedingungen vieler Arten deutlich verbesserten. Vögel nutzten den See schnell als Nahrungsquelle.
Die positive Rolle der Erosion, durch die keimfähige Samen wieder der Oberfläche nahe kamen, wurde von den Wissenschaftlern zunächst nicht erkannt. Sie befürchteten, dass durch die massive Abtragung der Aschenschichten großflächige Erdrutsche entstehen könnten und die Wasserläufe auf lange Zeit verschlammen würden. Deshalb wurden Grassamen mit einem natürlichen Klebstoff vermischt von Hubschraubern aus in gewaltigen Mengen auf die verwüsteten Hänge ausgebracht. Das Saatgut wurde jedoch trotz des Klebstoffs von den Niederschlägen ausgewaschen. Es bildete die Nahrungsgrundlage für diverse Kleinnager, die sich plötzlich explosionsartig vermehrten. Das Forstunternehmen Weyerhaeuser sah dadurch seine jungen Aufforstungen am Rand des verwüsteten Gebietes gefährdet und entschloss sich zum Einsatz von Rodentiziden.
Für die Wissenschaftler war die Regeneration der vom Ausbruch betroffenen Flächen ein herausragendes Forschungsobjekt der Störungsökologie. Der direkte Einfluss von Druckwelle, Aschewolken und Waldbränden einerseits, die unerwartet überlebenden Organismen und die sofort einsetzende Sukzession wurden und werden intensiv untersucht. Überraschend war die Bedeutung von unterirdisch lebenden Nagetieren für die Vegetationsentwicklung. Die Taschenratte Thomomys talpoides gräbt den Boden um und bringt dabei Samen aus durch Asche verschütteten Schichten nahe der Oberfläche, wo sie keimen können. Eine besondere Rolle spielte der Kot der Taschenratten für die schnelle Ausbildung einer Mykorrhiza, die das Wachstum der Vegetation förderte.
Nach über vier Jahrzehnten hat sich in den tiefer gelegenen und wasserreichen Gebieten eine Pioniervegetation überwiegend aus Rot-Erlen und mehreren Weidenarten gebildet. Die Bäume haben eine Höhe von mehreren Metern erreicht und das Aufkommen eines dichten Unterwuchses begünstigt. Trockenere Regionen sind von artenreichen Gras- und Staudenfluren überzogen, teilweise dominieren auch noch einjährige Blütenpflanzen. Die Hochlagen werden wegen der kurzen Vegetationsperiode erst langsam besiedelt. Purpur-Tannen sind meist noch keinen Meter hoch, kurzhalmige Gräser und Kräuter bilden Magerrasen.

## Mount St. Helens National Volcanic Monument
Anfang Juni 1982, etwas mehr als zwei Jahre nach dem Ausbruch, brachte ein Abgeordneter im Repräsentantenhaus einen Gesetzentwurf ein, den Berg und sein Umfeld als Schutzgebiet vom Typ eines National Monuments auszuweisen. Da nahezu das gesamte vom Ausbruch betroffene Gebiet in Bundesbesitz war und bereits zum Gifford Pinchot National Forest, einem Nationalforst unter der Verwaltung des United States Forest Services, gehörte, gab es keine Widerstände und bereits am 26. August 1982 wurde das Schutzgebiet gewidmet.
Das Mount St. Helens National Volcanic Monument umfasst nahezu den gesamten Vulkan, einschließlich der vom Ausbruch 1980 nur gering betroffenen Hänge im Süden des Gipfels und kaum beeinträchtigte Gebiete nördlich des 1785 m hohen Mount Margaret. Dazu gehören insbesondere der Krater, die Schlammströme, die Schuttströme entlang dem North Fork Toutle River, das gesamte Gebiet, in dem die Aschenwolken und Druckwellen flächendeckend den Wald umgelegt haben, sowie nahezu alle verbrannten Waldgebiete und die beiden unmittelbar vom Ausbruch betroffenen Seen Spirit Lake und Coldwater Lake.
Das Mount St. Helens National Volcanic Monument wird von drei Seiten her durch Stichstraßen erschlossen. Der Hauptzugang erfolgt von Westen, ausgehend von der Kleinstadt Castle Rock, knapp 100 km südlich der Hauptstadt Olympia am Interstate-5-Highway. Nahe dem Ort am Silver Lake und etwas mehr als 55 km vor der Grenze des eigentlichen Schutzgebietes liegt das Haupt-Besucherzentrum. Es wird von der Washington State Parks and Recreation Commission betrieben, nachdem dem Forest Service im Jahr 2000 die Mittel fehlten, um es weiterhin mit Personal auszustatten. Das zweite große Besucherzentrum nahe dem Parkeingang am Coldwater Lake wurde aus Geldmangel im Herbst 2007 geschlossen. Erst im Frühjahr 2014 wurde es in Zusammenarbeit des Forest Service und des seit 1996 bestehenden Mount St. Helens Institute als Bildungseinrichtung für Veranstaltungen und Gruppen wieder eröffnet. Somit verbleibt im National Monument selbst nur noch das kleine Besucherzentrum am Ende der Stichstraße an der Johnston Ridge. Es enthält eine Ausstellung zur Geologie des Gebietes und der Geschichte des Ausbruchs.
Die Zugänge von Osten und Süden führen zu den Startpunkten von Wanderwegen und einigen Aussichtspunkten. Auf der Südflanke liegen die Ape Cave, eine rund 3 km lange, 2000 Jahre alte begehbare Lavaröhre, und der Lava Canyon, ein Lavafluss, der durch den Muddy River ausgewaschen wurde, wodurch die Struktur der Lava frei liegt.
An der Zufahrtsstraße gibt es ein weiteres Besucherzentrum der Weyerhauser-Company, das hauptsächlich die Rekultivierungsmaßnahmen auf deren Land darstellt.
Die vom Ausbruch wenig betroffenen Bereiche in Randlagen des Schutzgebietes sind für Besucher frei zugänglich, im Kern-Bereich und insbesondere den Regenerationsflächen herrscht Wegegebot. Einige Gebiete sind als Vorrangfläche für ökologische Forschung ausgewiesen und für Besucher unzugänglich. Für einen Aufstieg auf den Gipfel ist eine Anmeldung beim Forest Service erforderlich. Bergsteiger dürfen nur die Flanke und den Kraterrand betreten, das Innere des Kraters ist gesperrt.
Angesichts der finanziellen Situation des Forest Services und des Schutzgebietes läuft seit Anfang 2007 eine politische Debatte über die Zukunft des Monuments. Politiker aus Washington und verschiedene Naturschutzorganisationen schlagen vor, Mount St. Helens als Nationalpark aufzuwerten und dem National Park Service zu übertragen. Andere Stimmen fordern ein Ende der Auflagen für Forschungszwecke und die Freigabe des ganzen Berges für die Freizeitnutzung.

## Dokumentation und künstlerische Verarbeitung
Die Eruption vom Mai 1980 wurde von mehreren Kameras der U.S. Geological Survey aufgezeichnet. Auch die Erkundung der verwüsteten Gebiete unmittelbar nach dem Ende der Eruptionen wurde von Kameras begleitet. Aus dem Material wurden mehrere Dokumentarfilme erstellt. Eine 25-minütige Dokumentation im IMAX-Format von George Casey unter dem Titel The Eruption of Mount St. Helens! kam bereits 1980 in die IMAX-Kinos und wurde im folgenden Jahr für einen Oscar als beste Kurzdokumentation nominiert.
Aus dem Jahr 1981 stammt ein Doku-Drama unter dem Namen St. Helens (deutsche Titel: Mount St. Helens – Der Killervulkan und St. Helens: Der tödliche Berg) mit Art Carney und David Huffman. Der Film orientiert sich am realen Geschehen rund um den Geologen David A. Johnston, der den Vulkan nach Beginn der aktiven Phase im März 1980 untersuchte und beim Ausbruch im Mai ums Leben kam.
Der Katastrophenfilm Dante’s Peak von 1997 mit Pierce Brosnan in der Hauptrolle unter der Regie von Roger Donaldson orientierte sich am Ausbruch des Mount St. Helens. Die Produzenten ließen sich von Wissenschaftlern der USGS beraten und konnten so die Abläufe und Wirkungen eines Vulkanausbruchs weitgehend korrekt darstellen.
Der amerikanische Komponist Alan Hovhaness huldigt dem Berg in seiner gleichnamigen Symphonie Nr. 50, op. 360 (1981/82). Das dreisätzige Werk gibt den majestätischen Eindruck des Berges im ersten Satz musikalisch wieder, erinnert an den beim Ausbruch zerstörten Spirit Lake und schließt mit einer tonmalerischen Umsetzung der Eruption.